# Hubert Ries
Pieter Hubert Ries, född den 1 april 1802 i Bonn, död den 14 september 1886 i Berlin, var en tysk musiker. Han var son till Franz Anton Ries, bror till Ferdinand Ries och far till Franz Ries.
Ries, som var elev till Spohr, gjorde sig känd som violinist och utgivare av violinövningar.